# Mistrovství světa v alpském lyžování 1933
3. Mistrovství světa v alpském lyžování se konalo v roce 1933 v rakouském Innsbrucku.

## Medailisté

### Muži
| Soutěž    | Zlato         | Stříbro           | Bronz        |
| Sjezd     | Walter Prager | David Zogg        | Hans Hauser  |
| Slalom    | Anton Seelos  | Gustav Lantschner | Willi Steuri |
| Kombinace | Anton Seelos  | Gustav Lantschner | Willi Steuri |

### Ženy
| Soutěž    | Zlato                  | Stříbro              | Bronz            |
| Sjezd     | Inge Wersin-Lantschner | Nini Zogg            | Gerda Paumgarten |
| Slalom    | Inge Wersin-Lantschner | Helen Boughton-Leigh | Helen Zingg      |
| Kombinace | Inge Wersin-Lantschner | Gerda Paumgarten     | Jeanette Kessler |

## Přehled medailí
| Pořadí         | Stát           | Zlato | Stříbro | Bronz | Celkově |
| 1              | Rakousko       | 5     | 2       | 2     | 9       |
| 2              | Švýcarsko      | 1     | 3       | 3     | 7       |
| 3              | Velká Británie | -     | 1       | 1     | 2       |
| Medailové sady | Medailové sady | 6     | 6       | 6     | 18      |